# Válka na jižní frontě
Válka na jižní frontě je válečný román českého spisovatele Václava Kůrky z roku 1937, odehrávající se na rakouské válečné pozorovatelně. Vyšel ve Strakonicích, vydal R. Doležal. V této knize se spisovatel inspiroval vyprávěním svého otce, který vzpomínal na útrapy první světové války, kam byl odvelen a syn Václav použil tohoto vyprávění ve svém románě.

## Děj
Autor zde předvedl válku ve své ničivé síle. Sotva škole odrostlý Tomáš prožívá se svými kamarády, zejména se zkušeným Matějem Lomem, svoje osudy, nikoliv jako většina jeho druhů v zákopech, nýbrž zprvu jako poštovní ordonanc (vojenský posel), později jako telefonista na rakouské pozorovatelně. Před ním se rozprostírá dravá fronta u Castellana, Ronza a poblíže Tridentu. Kolik je tu nečekaných příběhů. Jeho kamarád Matěj Lom prošel několika frontami, byl na Piavě, podruhé se dostává s Tomášem na vrch Creino, aby se nakonec utopil ve víně. Bláha umírá proto, že se mu nechtělo jít pěšky do Villa Legarina a svezl se přes výslovný zákaz lanovou dráhou. Hovorka padá, když chtěl přeběhnout na druhou stranu. Pekař Zahradník padá, poněvadž chtěl uvařit kávu včas pro vojáky. Tato válka se nevedla jen na frontě, ale také za frontou na rakouské pozorovatelně, o níž autor podává podrobné zprávy.
Román byl poctěn finanční podporou České akademie věd a umění v Praze.